# Henri Potterat
Henri Potterat, né Jean-Henri Potterat le 5 janvier 1756 à Orny et mort le 28 juillet 1826 à Blonay, est un notaire, un curial , un juge et une personnalité politique suisse,.

## Biographie
De confession protestante, originaire d'Orny et de Chavannes-le-Chêne, Henri Potterat est le fils de Jean-Henri Potterat senior, agriculteur, lieutenant de la cour de justice et receveur de la seigneurie de Chevilly, et de Catherine Girard. Il épouse Jeanne Danielle Guex ; le couple a sept enfants. Henri Potterat fait des études de droit à l'académie de Lausanne puis devient notaire dans le bailliage de Romainmôtier. Il est jusqu'en 1798 châtelain d'Orny et curial de Chevilly et de Moiry, puis juge au Tribunal du canton du Léman dès 1798 ; il est destitué en 1800. Il est ensuite juge de paix du cercle de La Sarraz en 1803 et juge au tribunal d'appel entre 1805 et 1824 ; il en est le président du 1er janvier au 30 novembre 1824,.

### Parcours politique
En 1798, Henri Potterat est nommé député à l'Assemblée provisoire du Pays de Vaud, puis député à la Diète cantonale en 1801. Il participe activement à la révolte des Bourla-Papey : avec Abram Gleyre, president municipal de Chevilly, à la tête de 300 hommes, le 9 mai 1802, il vole et brûle les archives du château de La Sarraz qui ont résisté au raid de février. Il est condamné en 1802 à six ans d'emprisonnement avant d'être amnistié la même année. Député à la première législature du Grand Conseil vaudois de 1803, il y siègera jusqu'à sa mort. Il est pressenti en 1803 pour siéger au Petit Conseil, mais il annonce qu'il refusera une élection avant d'accepter son élection au Conseil d'État le 30 novembre 1824 ; il y siège jusqu'à sa mort,.